# Miguel Torruco Marqués
Miguel Torruco Marqués (Ciudad de México, 19 de septiembre de 1951) es un empresario, escritor y político mexicano, miembro del partido Morena. Fue secretario de Turismo durante el sexenio del presidente Andrés Manuel López Obrador entre 2018 y 2024. 
Anteriormente, fue secretario de Turismo de la Ciudad de México del 2012 al 2017, y durante el mismo periodo fue presidente del Comité Técnico del Fondo Mixto de Promoción Turística de la Ciudad de México. A partir del 13 de febrero de ese año, se desempeña como asesor de Turismo de la Presidencia.

## Biografía
Es hijo de la actriz María Elena Marqués y del capitán y actor Miguel Torruco Castellanos. Casado con Gloria Garza de la Garza, originaria de Múzquiz, Coahuila, desde el 14 de octubre de 1978. Tienen tres hijos, Gloria Torruco Garza, María Elena Torruco Garza y Miguel Torruco Garza. 
Es licenciado en Administración Hotelera y Restaurantera por la  Escuela Mexicana de Turismo, grado que alcanzó con la tesis titulada Asociación Mexicana de Hoteles y Moteles como herramienta fundamental para la consolidación del sector. A finales de la década de los setenta, realizó un diplomado en comercialización turística en el Centro Interamericano de Capacitación Turística (Cicatur), de la Organización de Estados Americanos (OEA), también cursó diplomados en Alta Dirección de la Empresa Pública en el Instituto Nacional de Administración Pública (INAP), y en Didáctica a Nivel Superior, impartido por la Secretaría de Educación Pública (SEP). Realizó estudios sobre hotelería en la Universidad de Cornell, Ithaca, Nueva York.[cita requerida]
En el ámbito académico, ejerció como catedrático y como subdirector de la Escuela Mexicana de Turismo. Poco tiempo después, a los 25 años de edad, fundó su propia institución educativa, la Escuela Panamericana de Hotelería (EPH), formando a 17 mil profesionales del turismo en 38 años de vida institucional.[cita requerida]
Como rector de esta institución instauró, entre otros logros, las licenciaturas en Hotelería, Gastronomía y Administración de Empresas Turísticas, así como el postgrado y la Maestría en Dirección Hotelera con reconocimiento de validez oficial, por vez primera en América Latina.
Asimismo, demostró gran liderazgo como Presidente de las Asociaciones de Egresados de Turismo y la Mexicana de Centros Académicos Particulares de Turismo (AMECAPT), forjando así una sólida base para incursionar en el plano internacional, pues en 1991 constituyó la Confederación Panamericana de Escuelas de Hotelería, Gastronomía y Turismo (CONPEHT), misma que presidió desde esta fecha hasta 1994 y que representa a las más prestigiosas instituciones educativas de 26 países, desde Canadá hasta Argentina; también incluye a España.
Con respecto a su trayectoria  en el sector privado, comenzó como “bell boy” hasta alcanzar la Subgerencia General del Hotel del Paseo en la Ciudad de México. Fungió en dos administraciones como Vicepresidente de Turismo de la Confederación Nacional de Cámaras Nacionales de Comercio Servicios y Turismo, Concanaco-Servytur.
También asumió el cargo de Presidente Nacional de la Asociación Mexicana de Hoteles y Moteles para el periodo 2000-2004. A lo largo de estos cuatro años, consolidó y unificó a esta organización al pasar de 60 a 100 asociaciones filiales en todo el país, e incluso la hizo trascender en el ámbito internacional al presidir y fundar la Confederación Latino Americana de Asociaciones de Hoteles y Restaurantes (FLAHR)  y  al asumir también la Vicepresidencia para América Latina de la Asociación Internacional de Hoteles y Restaurantes (IHRA).
A la postre, fue nombrado presidente nacional de la Confederación Nacional Turística (CNT), organismo cúpula del sector turístico de nuestro país, que agrupa a 160 asociaciones, sindicatos, cámaras, uniones y organizaciones representantes de empresas pertenecientes a diversos giros de esta actividad.
De 2012 a 2017 fungió como Secretario de Turismo de la Ciudad de México, luego de que el entonces Jefe de Gobierno de la Ciudad de México, Miguel Ángel Mancera, lo invitara a conducir los destinos de este sector en la capital mexicana. A su vez, durante el mismo periodo, fue presidente del Comité Técnico del Fondo Mixto de Promoción Turística de la Ciudad de México. También se desempeñó como presidente del Grupo Consultivo para la Formación de los Recursos Humanos para el Turismo de la Ciudad de México e integrante del Grupo de Expertos de la Organización Mundial del Turismo (OMT). En marzo del 2017, se incorporó a la campaña del candidato a la Presidencia, Andrés Manuel López Obrador, y al triunfo de este fue invitado por el Presidente Electo para ocupar la cartera de turismo, que entrará en funciones a partir del 1 de diciembre de 2018, durante el periodo 2018-2024.
Del 1 de diciembre de 2018 al 30 de noviembre de 2021, fungió como Presidente Protempore de la CITUR (Comisión Interamericana de Turismo) de la OEA (Organización de Estados Americanos).
“COMITÉS, CONSEJOS Y COMISIONES EN LAS QUE PARTICIPA EL LIC. MIGUEL TORRUCO MARQUÉS EN SU CARÁCTER DE SECRETRIO DE TURISMO 2018 – 2023”
1.- Presidente del Comité Técnico de FONATUR, del Fondo Nacional de Fomento al Turismo, desde diciembre de 2018.
2.- Presidente del Consejo Consultivo de Turismo, de la Secretaría de Turismo del Gobierno de México (SECTUR), desde diciembre de 2019.
3.- Presidente de la Comisión Ejecutiva de Turismo, de la Secretaría de Turismo del Gobierno de México (SECTUR), desde diciembre de 2019.
4.-Presidente de la Conferencia Nacional de Secretarios de Turismo y Funcionarios Turísticos, de la Secretaría de Turismo del Gobierno de México (SECTUR), desde noviembre de 2021.
5.- Presidente del Comité de Evaluación para la Dictaminación de las Zonas de Desarrollo Turístico Sustentable, de la Secretaría de Turismo del Gobierno de México (SECTUR), durante el periodo de julio 2019 a mayo de 2022.
6.- Presidente del Comité Técnico y de Administración del Fondo Sectorial para la Investigación, el Desarrollo y la Innovación Tecnológica en Turismo, del Consejo Nacional de Humanidades Ciencias y Tecnologías (CONAHCYT), durante el periodo de julio 2019 a junio de 2021.
7.- Presidente del Consejo Consultivo del Instituto de Competitividad Turística de la Secretaría de Turismo del Gobierno de México (SECTUR), durante el periodo de agosto 2019 a diciembre de 2021.
8.- Consejero Propietario en el Consejo Directivo del Banco Nacional de Obras y Servicios Públicos, S.N.C., de la Secretaría de Hacienda y Crédito Público (SHCP), desde mayo de 2019.
9.- Miembro Propietario en la Comisión Intersecretarial para Prevenir, Sancionar y Erradicar los Delitos en Materia de Trata de Personas y para la Protección y Asistencia a las Víctimas de estos Delitos, de la Secretaría de Gobernación (SEGOB), desde mayo de 2019.
10.- Integrante de la Junta de Gobierno de la Comisión Nacional Forestal, de la Secretaría de Medio Ambiente y Recursos Naturales (SEMARNAT), desde junio de 2019.
11.- Consejero Propietario en el Consejo de Administración de Aeropuertos y Servicios Auxiliares S.A. de C.V., de la Secretaría de Infraestructura Comunicaciones y Transportes (SICT), desde de octubre 2019.
12.- Consejero Propietario en el Consejo de Administración de Grupo Aeroportuario de la Ciudad de México S.A. de C.V., de la Secretaría de Infraestructura Comunicaciones y Transportes (SICT), desde octubre de 2019.
13.- Consejero Propietario en el Consejo de Administración de Servicios Aeroportuarios de la Ciudad de México S.A. de C.V. y Aeropuerto Internacional de la Ciudad de México S.A. de C.V., de la Secretaría de Infraestructura Comunicaciones y Transportes (SICT), desde octubre de 2019.
14.- Integrante de la Comisión Intersecretarial de Cambio Climático, de la Secretaría de Medio Ambiente y Recursos Naturales (SEMARNAT), desde octubre de 2019.
15.- Integrante de la Comisión Intersecretarial de Desarrollo Social, de la Secretaría de Bienestar (BIENESTAR), desde noviembre de 2019.
16.- Integrante del Comité Consultivo Nacional de Normalización de Ordenamiento Territorial y Desarrollo Urbano, de la Secretaría de Desarrollo Agrario, Territorial y Urbano (SEDATU), desde noviembre de 2019.
17.- Integrante del Consejo de Administración de la Empresa de Participación Estatal Mayoritaria “Grupo Aeroportuario, Ferroviario y de Servicios Auxiliares y Conexos Olmeca-Maya-Mexica S.A. de C.V.”, de la Secretaría de la Defensa Nacional (SEDENA), desde marzo de 2021.
18.- Consejero Titular en el Consejo de Administración de la Empresa de Participación Estatal Mayoritaria “Aeropuerto Internacional de Palenque, Señor Pakal, S.A. de C.V.”, de la Secretaría de la Defensa Nacional (SEDENA), desde abril de 2022.
19.- Consejero Titular en el Consejo de Administración de la Empresa de Participación Estatal Mayoritaria “Aeropuerto Internacional de Chetumal, Cuna del Mestizaje, S.A. de C.V.”, de la Secretaría de la Defensa Nacional (SEDENA), desde abril de 2022.
20.- Consejero Titular en el Consejo de Administración de la Empresa de Participación Estatal Mayoritaria “Aeropuerto Internacional de Tulum, Zamá, S.A. de C.V.”, de la Secretaría de la Defensa Nacional (SEDENA), desde abril de 2022.
21.- Consejero Titular en el Consejo de Administración de la Empresa de Participación Estatal Mayoritaria “Tren Maya S.A. de C.V.”, de la Secretaría de la Defensa Nacional (SEDENA), desde abril de 2022.

## Obras publicadas
Es autor de 10 libros: 
- Manual de Tecnología del Hospedaje I y II, 1976;
- ASA y su Vinculación con el Turismo, 1987;
- Servicios Turísticos, escrito en coautoría con el  Prof. Ramírez Blanco, Ed.Diana,1987;
- Historia Institucional del Turismo en México, 1926-1988, 1988;
- El Turismo, la Industria de la Esperanza, 1990;
- La Formación de los Recursos Humanos en el Turismo (el caso de México), 2000;
- La Asociación Mexicana de Hoteles y Moteles, a 80 años de su Fundación, 2002;
- 40 años al servicio del turismo, 1971-2011, 2011;
- La Asociación de Hoteles y Moteles, a 90 años de su fundación (1922-2012);
- La Asociación Mexicana de Hoteles y Moteles a 100 Años de su fundación 1922-2022, 2022.

Además, ha escrito 5 diagnósticos sobre turismo, destacando “Las bases de Formulación para el Plan Nacional de Turismo, 1982-1988”; ha dictado conferencias en 36 países; y ha recibido un gran número de reconocimientos a lo largo de sus 48 años ininterrumpidos al servicio del turismo".

## Vida personal y familiar
Es hijo de María Elena Marqués, actriz, y de Miguel Torruco Castellanos, actor, y su hijo, Miguel Torruco Garza, ha sido titular de la Comisión Nacional del Boxeo (Conabox) y desde 2021 se desempeña como Diputado Federal.